# Sentieri Selvaggi (gruppo musicale)
Sentieri Selvaggi è un gruppo formato da alcuni musicisti italiani di musica contemporanea.

## Storia
Fondato nel 1997 da Carlo Boccadoro, Filippo Del Corno, Angelo Miotto, il gruppo ha collaborato con compositori quali Philip Glass, Michael Nyman, Lorenzo Ferrero, David Lang, James MacMillan e Louis Andriessen, che hanno scelto l'ensemble per l'esecuzione della loro musica in Italia e come ispiratore e destinatario di loro nuove partiture.
L'ensemble ha partecipato a stagioni musicali italiane presso il Teatro alla Scala, Teatro Regio di Torino, Biennale di Venezia, Amici della Musica di Palermo, Accademia Filarmonica Romana), e ad alcuni tra i maggiori eventi culturali dell'Italia (La Notte Bianca di Roma, FestivaLetteratura - Mantova, Festival della Scienza - MiTo Settembre Musica) e di importanti festival internazionali (Bang on a Can Marathon - New York, SKIF Festival - San Pietroburgo, International Review of Composers - Belgrado, International Festival of Contemporary Music di Tashkent, Uzbekistan.
Il gruppo ha realizzato per sei anni un proprio Festival di Musica Contemporanea promosso dalla Provincia di Milano; nel 2005, novità assoluta per la città e per l'Italia, ha prodotto una stagione di musica contemporanea di cui il festival è diventato parte integrante e che si è articolato attorno al tema "parole". Il progetto è continuato nel 2006 con Il Femminile, una stagione interamente dedicata alla creatività musicale contemporanea declinata al femminile. La stagione 2007 Diritto di... è invece dedicata al tema dei diritti dimenticati, vilipesi, combattuti, perduti. Ogni serata è un vero e proprio viaggio in uno specifico diritto, con musiche e parole a tracciarne il cammino.
Hanno pubblicato gli album La Formula del fiore (1999), Bad Blood (2002), Musica Coelestis (1999) e Child (2003). Nel 2006 ha pubblicato per la prestigiosa etichetta americana Cantaloupe Music AC/DC, un'antologia che raccoglie le tappe più significative del loro repertorio. È dello stesso anno l'uscita dell'incisione di Acts of Beauty con Cristina Zavalloni, album prodotto da Michael Nyman per la MN Records. Nel 2007 è uscito il nuovo disco di Filippo Del Corno Hotel Occidental, diario di bordo dei dieci anni di lavoro del compositore con l'ensemble sotto la direzione di Carlo Boccadoro.
Hanno inoltre realizzato spettacoli ed eventi di teatro musicale, tra cui Orfeo a fumetti di Filippo Del Corno, L'uomo che scambiò sua moglie per un cappello di Michael Nyman, The Sound of a Voice di Philip Glass).
È del 2008 la collaborazione con Eugenio Finardi che sfocia nel CD Il cantante al microfono.
Canzoni tradotte da Sergio Secondiano Sacchi e strumentate da Filippo Del Corno, album che omaggia la figura di Vladimir Vysockij, grande attore poeta e cantautore russo, duramente osteggiato dall'autorità sovietica negli anni '60 e '70 come dissidente. Per questo lavoro hanno ricevuto la Targa Tenco come migliori interpreti.
Musica e parole di Vysockij permettono il pieno dispiegamento della straordinaria potenza interpretativa di Eugenio Finardi, che da diverso tempo affianca alla sua attività di autore protagonista del rock italiano un lavoro approfondito di interprete di mondi musicali apparentemente lontanissimi, dal blues americano per arrivare alla canzone d'autore russa.
Il loro singolare impianto comunicativo del concerto consiste nel sostituire il tradizionale programma di sala con una mappa di orientamento costituita da brevi introduzioni parlate, in stile radiofonico, che precedono l'esecuzione di ogni brano. Il loro obiettivo è quello di avvicinare la musica contemporanea al grande pubblico.

## Discografia

### CD
- 1999 - La formula del fiore
- 2002 - Bad Blood
- 2003 - Child - Cd interamente dedicato alla musica di David Lang
- 2006 - Ac/Dc (Cantaloupe Music)
- 2006 - Acts of Beauty - Pubblicato con l'etichetta di Michael Nyman
- 2007 - Hotel Occidental - Filippo Del Corno -  (Rai Trade - Ducale)
- 2008 - Il cantante al microfono - Reinterpretazione dell'opera di Vladimir Semënovič Vysockij da parte di Eugenio Finardi
- 2008 - Hotel Occidental di Filippo Del Corno (Preludio Music)
- 2009 - Plays Bryars & Glass (Cantaloupe music)
- 2011 - Zingiber (Cantaloupe music)
- 2016 - Le sette stelle (Deutsche Grammophon)

### Libri + CD
- 1999 - Musica Celestis - è un libro di Carlo Boccadoro con interviste a undici compositori, accompagnato da un CD realizzato da Sentieri selvaggi con musiche degli autori intervistati.

Brani di Adams, Anderson, Louis Andriessen, Bryars, Philip Glass, Lang, Giya Kancheli, Kernis, MacMillan, Michael Nyman, Steve Reich.
- 2005 - La musica libera la mente - è un libro interamente dedicato all'esperienza e al progetto di Sentieri selvaggi. Pubblicato nel dicembre 2005 dal Teatro Comunale di Monfalcone, nella collana "Quaderni di cultura contemporanea", presenta in allegato un cd con una selezione di registrazioni dal vivo di Sentieri selvaggi.

Brani di Andreoni, Boccadoro, Butler, Coggiola, Del Corno, MacMillan, Turnage, Zebeljan.

### Libri + VHS
- 2002 - La Buona Novella - LA BUONA NOVELLA è un cofanetto che riprende e racconta lo spettacolo di Claudio Bisio e Giorgio Gallione, andato in scena con successo nell'inverno 2001 nei più grandi teatri italiani. Le musiche sono state eseguite da Sentieri selvaggi ed elaborate da Carlo Boccadoro, che all'interno del libro ha curato una sezione dedicata al suo lavoro nell'accostarsi al capolavoro di Fabrizio De André.

Con Leda Battisti, Claudio Bisio, Andrea Ceccon, Le Voci Atroci, Lina Sastri.